# Лагув (Нижньосілезьке воєводство)
Лагув (пол. Łagów, нім. Leopoldshain) — село в Польщі, у гміні Згожелець Згожелецького повіту Нижньосілезького воєводства.
Населення — 1305 осіб (2011).
У 1975-1998 роках село належало до Єленьогурського воєводства.

## Демографія
Демографічна структура станом на 31 березня 2011 року:
|          | Загалом | Допрацездатний вік | Працездатний вік | Постпрацездатний вік |
| -------- | ------- | ------------------ | ---------------- | -------------------- |
| Чоловіки | 651     | 135                | 481              | 35                   |
| Жінки    | 654     | 112                | 436              | 106                  |
| Разом    | 1305    | 247                | 917              | 141                  |

## Галерея

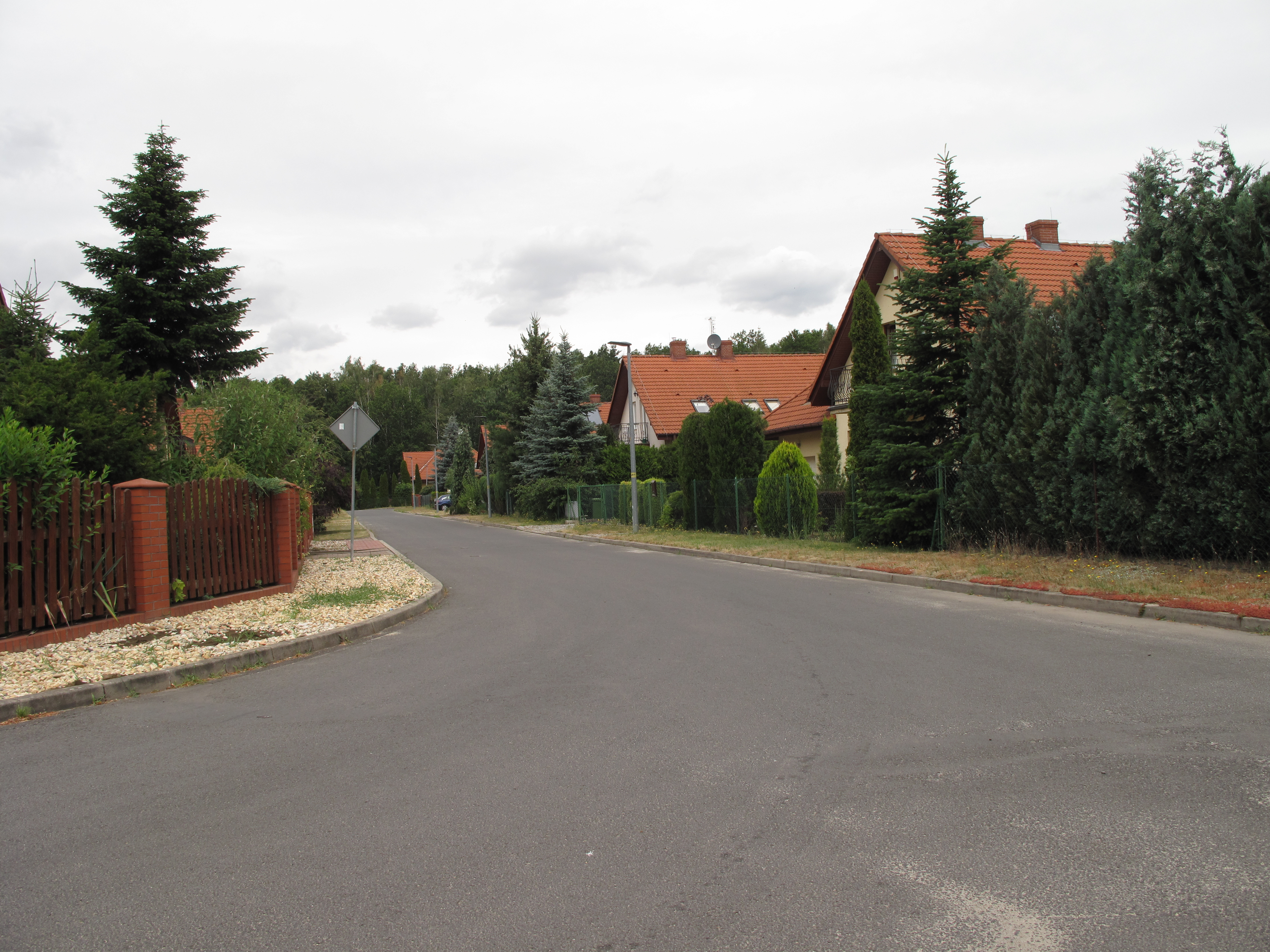
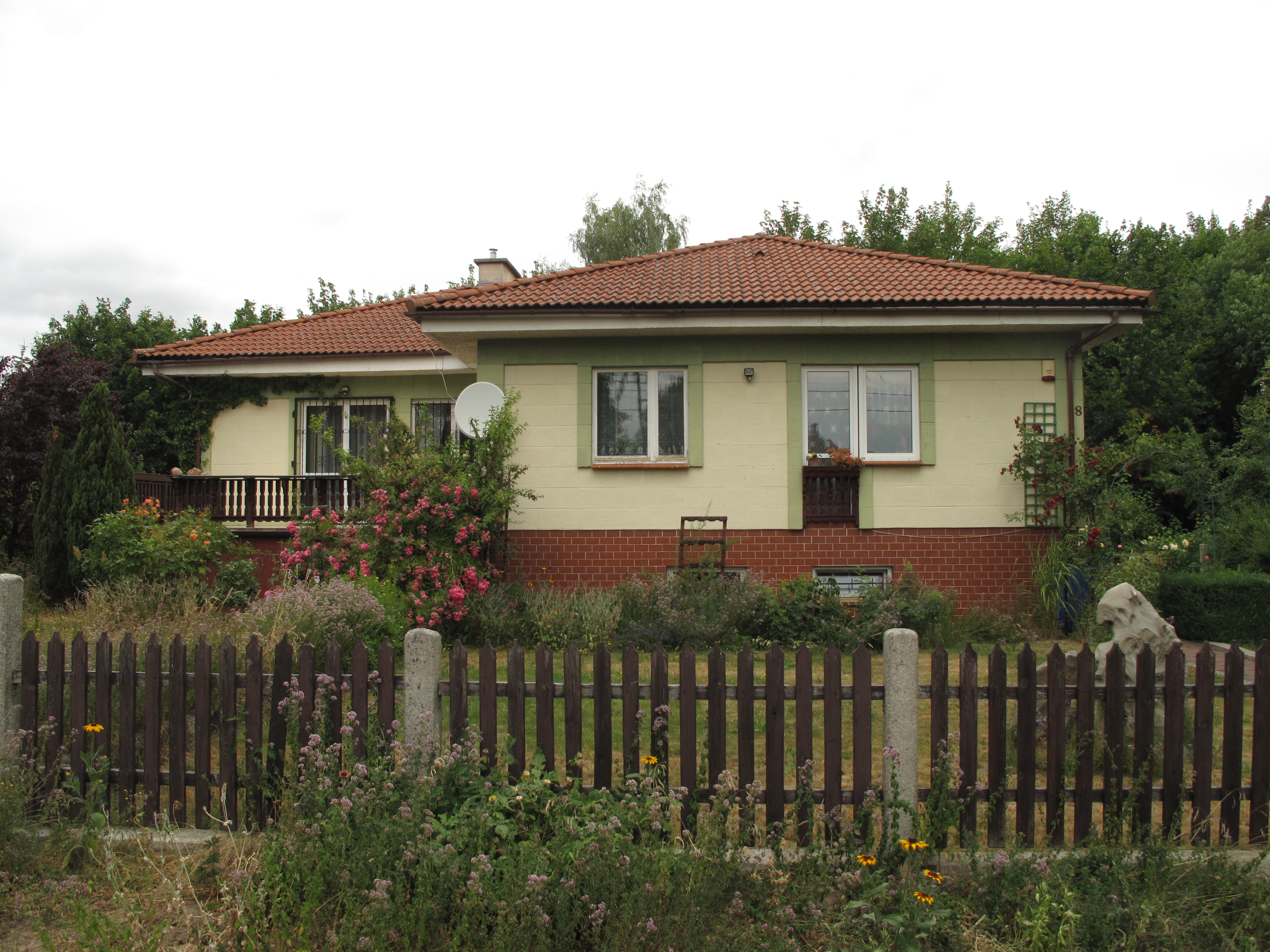
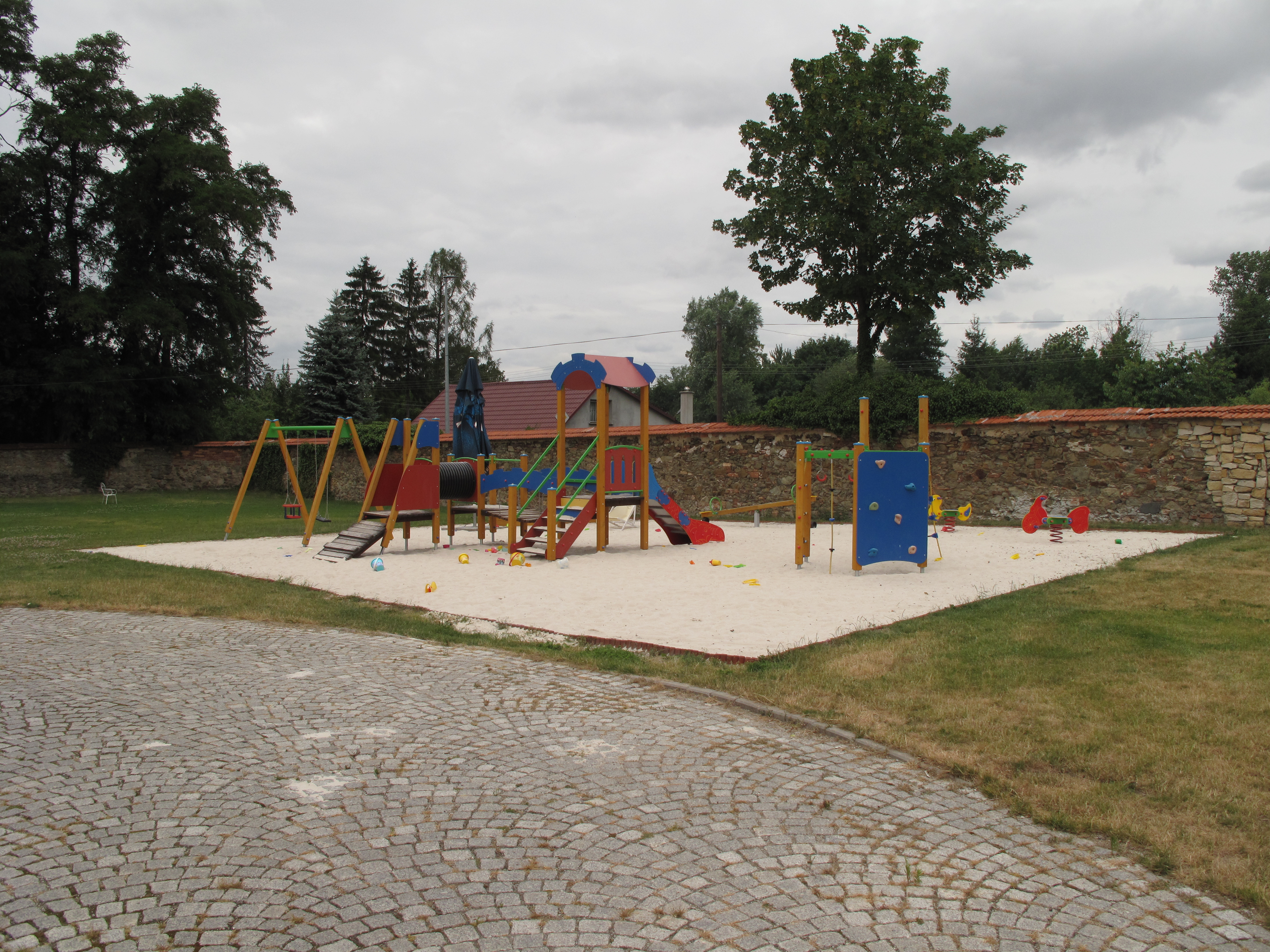
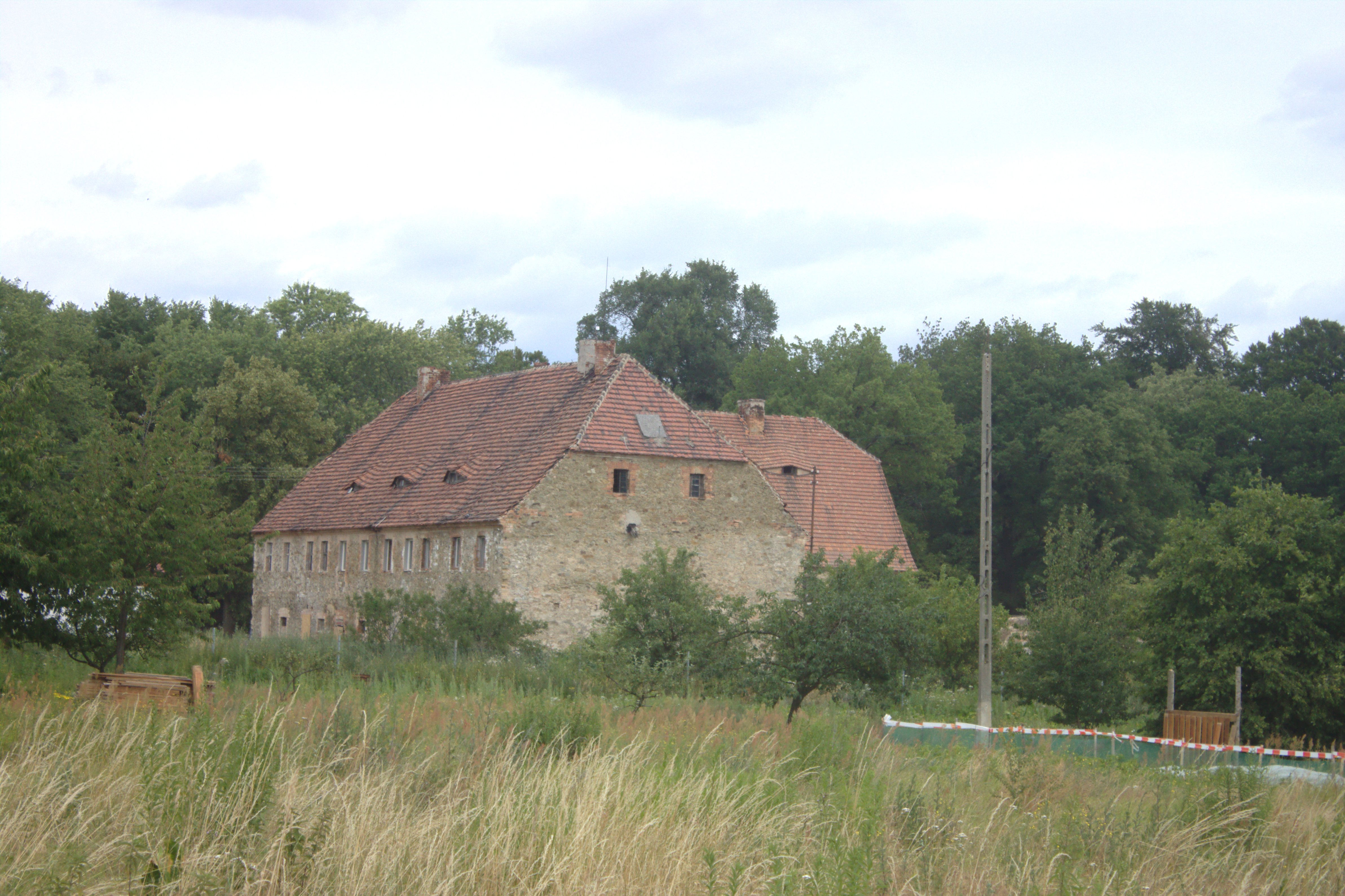